# شركة الأخبار الإسرائيلية
شركة الأخبار الإسرائيلية (بالعبرية: חֵבְרָת הַחדָשוֹת הישראלית) وهي شركة إسرائيلية تذيع برامج الأخبار اليومية على القناة الربحية القناة الثانية الإسرائيلية، ممولوا الشركة الرئيسيون هما مجموعة كيشت الإعلامية وريشيت.

## وصلات خارجية
- شركة الأخبار الإسرائيلية على موقع Google Play (الإنجليزية)